# Navojoa
Navojoa är en stad i nordvästra Mexiko och är belägen i delstaten Sonora. Staden har 105 378 invånare (2007), med totalt 147 582 invånare (2007) i hela kommunen på en yta av 4 381 km².